# موتور غل محمد سباهي
موتور غل محمد سباهي (بالفارسية: موتور گل محمد سپاهي) هي منطقة سكنية تقع في سيستان وبلوتشستان في إيران. يقدر عدد سكانها بـ 27 نسمة .